# Herb Malmö

Herb gminy Malmö (Malmö stad)

Herb gminy Malmö przedstawia w srebrnym polu głowę czerwonego gryfa w koronie. Herb ze srebrnymi labrami z ukoronowaną głową czerwonego gryfa w klejnocie.
Historia herbu sięga XV wieku – jego pierwszy opis pojawia się w liście podpisanym 23 kwietnia 1437 r. przez Eryka Pomorskiego.